# Кедрин-Рудницкий, Иван Иванович
Иван Кедрин-Рудницкий (22 апреля 1896, Ходоров — 4 марта 1995, Джерси-Сити) — украинский политический деятель, историк, журналист и политик. Состоял членом Научного общества имени Шевченко, был вице-президентом отделения этого общества в Америке.
Его настоящая фамилия Рудницкий. Родился в интеллигентной семье, его отец, Иван Рудницкий, был нотариусом. Учился в гимназии в Бережанах, затем в украинской академической гимназии во Львове (тогда Лемберге), которую окончил с отличием в 1914 году. Во время Первой мировой войны в 1915 году был призван на службу в австро-венгерскую армию. В 1916 году был взят в плен русскими войсками и находился в лагере для военнопленных у Байкала. После Февральской революции в 1917 году смог добраться до Киева, где преподавал в учебных заведениях Украинской Народной Республики и затем Украинской державы (гетманата). После занятия Киева войсками Красной армии в январе 1919 года бежал в Винницу, где вступил в ряды армии УНР. Участвовал в боевых действиях, редактировал фронтовую газету «Ставка». За храбрость был награждён Крестом Симона Петлюры.
С июля 1920 года находился в эмиграции в Вене, где поступил на философский факультет Венского университета, который окончил в 1922 году. С 1920 по 1922 год также сотрудничал в связанном с эмигрантским правительством УНР еженедельным изданием «Воля», в котором, в частности, редактировал отдел хроники. Именно в это время он стал использовать псевдоним «Кедрин». В сентябре 1922 года вернулся во Львов, где по рекомендации Евгения Коновальца был устроен Дмитрием Левицким в редакцию газеты «Діло», где работал с 1922 по 1939 год (с перерывом в несколько месяцев в 1925 году). В 1925—1931 годах был корреспондентом от «Діла» при так называемом Украинском парламентском представительстве в Варшаве и пресс-секретарём Украинского парламентского представительства. В 1937—1939 годах совместно с Иваном Нимчуком и Владимиром Кузьмовичем являлся одним из фактических главных редакторов «Діла» (формально им был Василий Мудрый) и главой политического отдела газеты. На протяжении многих лет был также секретарём Союза украинских писателей и журналистов во Львове. Состоял членом ЦК Украинского национально-демократического объединения (УНДО).
Был ответственным за контакты УНДО с ОУН и Правительством УНР в изгнании в Варшаве. Печатался в следующих изданиях: «Biuletyn Polsko-Ukraiński» (выходил под редакцией Влодзимежа Бончковского), «Bunt Młodych» и «Polityka» (под редакцией Ежи Гедройца). После вторжения советских войск в Польшу и занятия советскими войсками Львова бежал в Краков, где устроился на работу в редакцию газеты «Краківські вісті».
После продвижения советских войск к оккупированной Польше эмигрировал в Австрию (1944), в 1946—1949 годах возглавлял украинское Центральное объединение взаимопомощи. В 1949 году эмигрировал в США. В 1953—1973 годах работал в редакции крупнейшей в США украиноязычной газеты «Свобода». В дополнение к этой работе вёл работу во многих украинских эмигрантских организациях. Был вице-президентом Научного общества имени Т. Шевченко в Америке.
Его сестрой была известная украинская националистка Милена Рудницкая.